# Mr. Bean: The Animated Series
Mr. Bean: A Série Animada (ou simplesmente Mr. Bean) é uma série de desenho animado britânica, produzida pela Tiger Aspect Productions e baseada na série de televisão de mesmo nome, criada por Richard Curtis e Rowan Atkinson. Foi exibida originalmente entre 25 de janeiro de 2002 a 2 de junho de 2004 pela ITV, com 3 temporadas e 52 episódios. A série teve a sua reestreia pela CITV e foi exibida novamente desde 16 de fevereiro de 2015 até 8 de outubro de 2019.

## Exibição

### Em Portugal
Em Portugal, a série animada estreou na RTP1 no dia 11 de setembro de 2004 e terminou em 2005, sob o título "Mr. Bean em Série Animada", no seu idioma original (inglês) com legendas em português.
Mais tarde, em 2010 repetiu na SIC K sob o título "O Imparável Mr. Bean" mas com o genérico traduzido para português de forma diferente, mas com os diálogos no idioma original (inglês) sem legendas. Desde 26 de abril de 2018 que foi exibida no Boomerang com dobragem portuguesa e desde 23 de março de 2023 que é exibida no Cartoonito também com dobragem portuguesa.

### No Brasil
No Brasil, a série estreou na Band nos anos 2000, com dublagem brasileira. Mais tarde, foi exibida no Boomerang. A série estreou no SanMoo Comedy nos anos 2020, com dublagem brasileira.

## História

### Primeira série (2002 - 2004)
Mr.Bean é o desastre e a confusão em pessoa. Tão destemido como infantil, passeia o carro pela estrada fora à procura de confusão e opõe-se a vários obstáculos e sarilhos para resolver ele próprio juntamente com o seu urso de pelúcia Teddy.
Como sempre, Mr. Bean vai se meter em várias confusões, só que desta vez em desenho animado.
No entanto, a sua vida tem pessoas contra ele, a Srª. Wicket, senhoria de Mr.Bean e os vizinhos do outro lado da cerca, Mr. Bean namora Irma Gobb que tem ursa de pelúcia.  

### Segunda série (2015 - 2016)
Na série de 2015, nos novos episódios as pessoas continuam contra ele, como os vizinhos do lado. Onde moram uma família que não gosta de Mr. Bean incluindo o chefe da família que em um paródia de "Tom and Jerry" lembrava o Spike que sempre queria bater no Tom toda vez que ele fazia alguma coisa errada ou se metia com o seu filho Tyke.  
A Senhora Wicket às vezes é amiga de Mr. Bean, mas nunca chegou a demonstrar isso até ao episódio 52 da série. Na nova série é mais calma e compreensiva.  
Nesta série, Mr. Bean, também fala mais e percebe-se melhor o que diz. Foi lançado também um novo personagem, um bibliotecário, que também gosta de Irma e que faz de tudo para a conquistar, para azar de Mr. Bean.

## Lista de episódios
| Temporada | Temporada | Episódios | Episódios | Originalmente exibido   | Originalmente exibido |
| Temporada | Temporada | Episódios | Episódios | Estreia da temporada    | Final da temporada    |
| --------- | --------- | --------- | --------- | ----------------------- | --------------------- |
|           | 1         | 18        | 18        | 5 de janeiro de 2002    | 26 de março de 2002   |
|           | 2         | 16        | 16        | 16 de fevereiro de 2003 | 5 de abril de 2003    |
|           | 3         | 18        | 18        | 6 de maio de 2004       | 2 de junho de 2004    |
|           | 4         | 52        | 52        | 16 de fevereiro de 2015 | 10 de março de 2016   |
|           | 5         | 26        | 26        | 9 de abril de 2019      | 8 de outubro de 2019  |

## Críticas e reedições
Mr. Bean bebia vinho em alguns episódios da série animada (e na série normal também) e isso não agradou nada os envolvidos da Cartoon Network e do Boomerang. Por isso, sistematicamente reeditaram os episódios que apresentavam apologias ao álcool. Outras reedições também foram feitas às cenas que continham violência.

### Episódios reeditados
Bean Painting - A cena do sonho onde a gigante Wicket deita para fora as peças do carro do Mr. Bean foi editada na Cartoon Network e no Boomerang, devido ao conteúdo ser inadequado e enjoativo para crianças.
Young Bean - A parte em que os dois ladrões jovens que estavam prestes a atirar Scrapper no rio antes de ser interrompido pelo Mr. Bean, foi cortado em algumas transmissões de Boomerang no Reino Unido.
Dinner for two - As partes que mostram o pombo morto e Mr. Bean a retirar as penas dele foram censuradas no Boomerang de Portugal. 
Horror Bean - A cena em que Mr. Bean dá um murro à Srª. Wicket.  
All You Can Eat - As partes em que o Mr. Bean se levanta no carrinho e a senhora que caiu na seção congelada, foi editada.
Wrestling Bean - Na parte em que o lutador reduz a cabeça de Mr. Bean.

## Personagens
- Mr. Bean - o protagonista da série. Um homem com mentalidade infantil ingênuo e atrapalhado que sempre se mete em confusões (que na maioria das vezes são causadas por ele mesmo). Ele quer que todo ambiente ao seu redor esteja limpo e sem problemas. A personalidade de Bean é agradável, divertida, excêntrica, ingênua, egoísta e algumas vezes, malvada.
- Teddy - o ursinho de pelúcia que é melhor amigo e companheiro de vida de Mr. Bean. Bean trata Teddy como um filho e como se ele tivesse vida.
- Srª. Julia Wicket - É proprietária do apartamento em que Bean mora com seu ursinho Teddy, além de ser sua vizinha. É uma senhora gorda, rabugenta e mal-humorada que ocasionalmente serve como a principal antagonista da série. Ela é dona do gato Scrapper. Ela é raramente legal com Bean e adora assistir luta livre.
- Irma Gobb - é a namorada de Mr. Bean. Ela costuma ficar para uma refeição na casa dele. Ela aparece como bibliotecária no episódio "O dia dos namorados de Bean". Apesar de costumar se irritar com algumas atitudes de Bean, Irma gosta muito dele e assim como ele tem um urso de pelúcia (só que fêmea) chamada Lottie. Apesar de namorarem, Bean vê Irma mais como uma amiga, apesar de já ter sentido ciúmes dela.
- Lottie - é a ursinha de pelúcia de Irma. Ela é quase idêntica ao Teddy, mas ela tem cílios e usa um laço e um saia vermelha.
- O mini carro de Mr. Bean - o amado carro de Mr. Bean. É verde nos episódios de ação (exceto para o primeiro episódio de ação, que era laranja, e destruído após uma façanha). O número de matrícula é "STE 952R".
- Scrapper - é o gato de estimação da Srª. Wicket que funciona como um antagonista secundário para a série. Ele é amarelo, caolho, gordo, curioso e tem garras muito afiadas. Não gosta de Bean e costuma se divertir com o sofrimento dele.
- Tutai - o cão raivoso do vizinho de Mr. Bean. O cão aparece nos episódios "Esse meu vizinho", "Inventor", entre outros.
- Mr. Pod - um clone de Mr. Bean que vem do espaço. Só aparece no episódio "O clone".
- Inventor - ele só aparece no episódio "Inventor", e ele tinha uma queda por Srª. Wicket.
- O bibliotecário - ele aparece nos episódios "O dia dos namorados de Bean", e "Viral Bean". Ele ama Irma Gobb.
- Lord Bean - um antigo governante de um castelo na Escócia que é parecido exatamente como Mr. Bean. Ele só aparece no episódio "Lord Bean".
- O sorveteiro - Só aparece no episódio "Sorvete".
- Os assaltantes - uma dupla de bandidos não identificados que frequentemente cometem crimes, mas sempre falham, quando Mr. Bean chega até eles em seus planos. Um é gordo e outro é magro. O episódio "Jovem Bean" mostra que os ladrões eram os valentões de Mr. Bean quando criança. Aparece em "Procura-se Teddy", ente outros.
- Os Bruisers - os Bruisers são os vizinhos de Mr. Bean. Eles são retratados como uma família de classe trabalhadora descrita como pessoas estereotipadas, obesas, chatas e estúpidas. O pai, Sr. Bruiser, é retratado como o mais estúpido da família e é mostrado como uma pessoa muito agressiva e cruel para Mr. Bean. Sua esposa é uma pessoa preguiçosa. O casal tem três filhos impertinentes.
- Rainha Isabel II - Mr. Bean é fã dela.
- Harry - um colega de infância de Mr. Bean. Há rumores que Harry é baseado em Hubert, que apareceu no episódio "Faça você mesmo Mr. Bean" da antiga série de TV de Mr. Bean. No entanto, Harry come todos os alimentos de Mr. Bean e rouba Teddy. Então, Mr. Bean começa a sua vingança indo com Harry a um restaurante, onde Harry pede tudo no menu, então, Mr. Bean deixa Harry com a conta. Harry não tem dinheiro para pagar a conta, então, Harry teve que lavar os pratos.
- Proprietário de restaurante - um franco-americano que é proprietário de um restaurante de luxo francês. Ele despreza Mr. Bean em alguns episódios devido a sua falta de jeito. Alguns dos seus tripulantes são um chefe com sobrepeso, um garçom de cabelos loiros e dois violinistas suaves (um deles ama Irma).
- Roxy - uma cantora que Mr. Bean tenta conseguir autógrafos. Em um episódio, ela dá Mr. Bean um lenço com uma marca de batom depois que o guarda de segurança o impede de Mr. Bean conseguir o autógrafo.
- Sr. Wicket - marido da Sr. Wicket que só aparece em "Jovem Bean". Ele pode estar falecido, visto que a Sr. Wicket vive sozinha.
- Pingy - pinguim de Sr. Pod.

## Dublagem/Dobragem
| Personagens      | Reino Unido     | Estados Unidos  | Brasil          | Portugal (Dobragem Boomerang)                   |
| ---------------- | --------------- | --------------- | --------------- | ----------------------------------------------- |
| Mr. Bean         | Rowan Atkinson  | Rowan Atkinson  | Júlio Chaves    | Luís Lobão (Boomerang) Peter Michael (SIC)      |
| Srª. Jula Wicket | Sally Grace     | Sally Grace     | Carmen Sheila   | Maria Camões (Boomerang) Sandra de Castro (SIC) |
| Irma Gobb        | Matilda Ziegler | Matilda Ziegler | Márcia Coutinho | Maria Camões (Boomerang) Sandra de Castro (SIC) |

|                     | Brasil          | Portugal          |
| ------------------- | --------------- | ----------------- |
| Direção de dublagem | Márcia Coutinho | Maria Camões      |
| Estúdio de Dublagem | Audio News      | PTSDI Media, S.A. |